# Тримэйн, Питер
Пи́тер Тримэ́йн — псевдоним Питера Берресфорда Эллиса, английского и ирландского историка и писателя в жанрах исторического детектива, фэнтези и мистики.

## Работы по истории
Питер Эллис является специалистом по истории Ирландии. Под своим настоящим именем он опубликовал ряд монографий, посвящённых культуре кельтов, в том числе «Словарь ирландской мифологии» и «Словарь кельтской мифологии».

## Произведения под псевдонимом
Под псевдонимом «Питер Тримэйн» автор опубликовал около ста рассказов и более 25 романов в жанрах литературы мистического ужаса и фэнтези, в том числе:
- «Собака Франкенштейна» (дебют в фантастике, 1977)
- «Проклятие Лох-Несса»
- «Зомби!»
- «Морго воскресает»
- «Топь»
- «Никор»
- «Angelus»
- «Хищная луна»
- «Снежный зверь»
- «Дракула жив»

Большинство фантастических произведений Тримэйна вдохновлены кельтской мифологией. Кроме того, он использовал в своих романах сюжеты и персонажей других авторов (к примеру, Дракулу Брэма Стокера).

## Рассказы о сестре Фидельме
Наиболее оригинальным и успешным литературным проектом Тримэйна считается серия рассказов о сестре Фидельме, ирландской монахине VIII века, производящей расследования в соответствии с нормами средневекового права. В цикле о Фидельме Тримэйн совмещает классическую детективную интригу с достоверностью, присущей историческим романам. Рассказы серии переведены на 25 языков, образовано «Международное общество поклонников сестры Фидельмы».